# San Zeno Naviglio

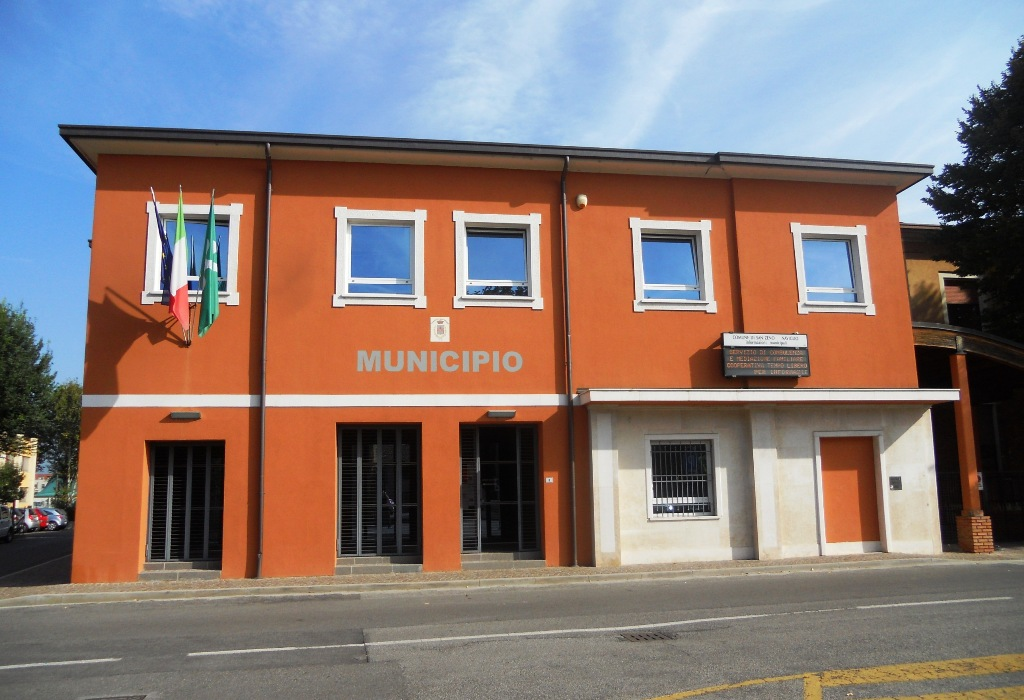
Rathaus von San Zeno Naviglio

San Zeno Naviglio ist eine norditalienische Gemeinde (comune) mit 4694 Einwohnern (Stand 31. Dezember 2023) in der Provinz Brescia in der Lombardei. Die Gemeinde liegt etwa 5 Kilometer südlich von Brescia.

## Verkehr
Die Gemeinde liegt zwischen der Autostrada A21 von Brescia nach Cremona und Piacenza sowie der Bahnstrecke Brescia–Cremona und der Bahnstrecke Parma–Brescia. Direkt durch den Ort zieht sich die frühere Strada Statale 45 bis Gardesana Occidentale, die auf diesem Teilstück zur Provinzstraße herabgestuft wurde.